# 옥수수속
옥수수속(---屬, 학명: Zea 제아[*])은 벼과의 속이다. 원산지는 멕시코와 중앙아메리카이며, 여러해살이인 Z. diploperennis와 Z. perennis를 제외한 종은 한해살이이다. 옥수수는 중요한 식용작물 가운데 하나이며, 그 외에 "테오신테(스페인어: teosinte)"로 알려진 일부 종이 중앙아메리카에서 식용된다.

## 하위 종
- 옥수수 Z. mays L.
- Z. diploperennis Iltis, Doebley & R.Guzmán
- Z. luxurians (Durieu & Asch.) R.M.Bird
- Z. mexicana (Schrad.) Kuntze
- Z. nicaraguensis Iltis & B.F.Benz
- Z. perennis (Hitchc.) Reeves & Mangelsd.